# Hywel Lloyd

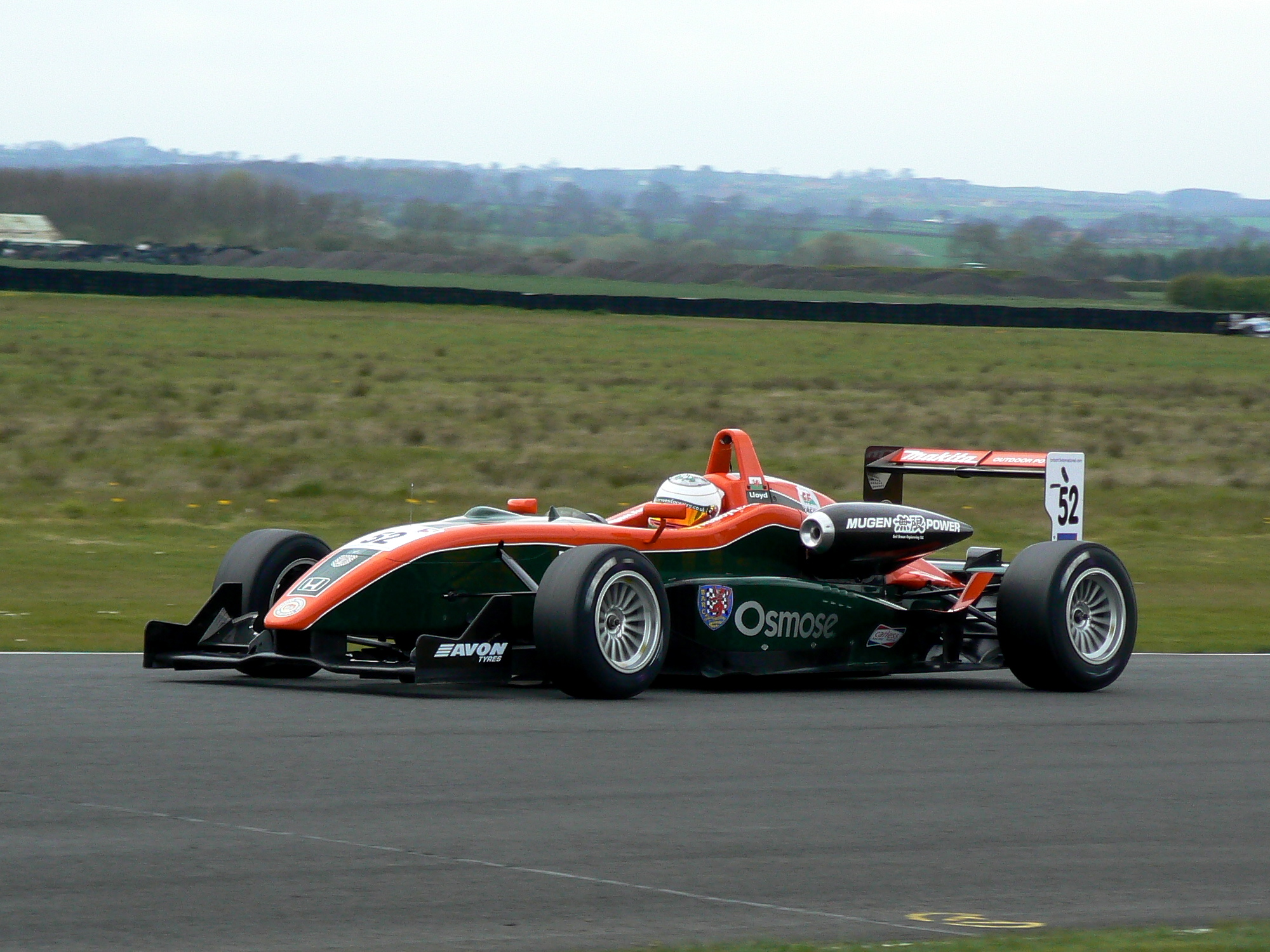
Lloyd in der britischen Formel-3-Meisterschaft 2008

Hywel Lloyd (* 14. März 1985 in Corwen, Wales) ist ein britischer Automobilrennfahrer. Er startete von 2008 bis 2012 in der britischen Formel 3.

## Karriere
Lloyd begann seine Motorsportkarriere im Alter von sechs Jahren im Motocross-Sport. Mit zwölf Jahren wechselte er in den Kartsport und blieb bis 2005 in dieser Sportart aktiv. 2006 wechselte er in den Formelsport. Für CF Racing startend wurde er auf Anhieb Fünfter in der BARC Formel Renault. Außerdem nahm er an einigen Rennen der britischen Formel Renault teil. 2007 gewann er die Meistertitel der BARC Formel Renault, sowie von deren Wintermeisterschaft.
2008 wechselte Lloyd ins Formel-3-Team von CF Racing und startete in der nationalen Klasse der britischen Formel-3-Meisterschaft. Lloyd entschied einmal die nationale Wertung für sich und belegte den dritten Platz in der nationalen Klasse. 2009 stieg er in die Meisterschaftswertung der britischen Formel 3 auf und fuhr bei einigen Rennen in die Punkteränge. Die Saison beendete er auf dem 13. Gesamtrang. 2010 bestritt Lloyd seine dritte Saison in der britischen Formel 3. Mit einem fünften Platz als bestes Resultat belegte er den 15. Platz in der Fahrerwertung. Außerdem nahm er an zwei Rennwochenenden der Saison 2010 der Superleague Formula teil. Er trat für das von Reid Motorsport betreute Team des PSV Eindhoven an. Seine beste Platzierung war ein achter Platz. 2011 startete Lloyd abermals in der britischen Formel 3. Er wechselte zu Sino Vision Racing. Mit einem fünften Platz als bestes Ergebnis wurde er 16. in der Gesamtwertung. Mit 34 zu 5 Punkten setzte er sich in dieser Saison deutlich gegen seinen Teamkollegen Adderly Fong durch. 2012 nahm Lloyd an einer Veranstaltung der britischen Formel-3-Meisterschaft für CF Racing teil. Dabei gewann er in jedem Lauf die Rookie-Wertung.

## Karrierestationen
| - 1991–1996: Motocross - 1997–2005: Kartsport - 2006: BARC Formel Renault (Platz 5) - 2006: Britische Formel Renault (Platz 34) - 2006: Britische Formel Renault, Winterserie (Platz 15) | - 2007: BARC Formel Renault (Meister) - 2007: BARC Formel Renault, Winterserie (Meister) - 2008: Britische Formel 3, national (Platz 3) - 2009: Britische Formel 3 (Platz 13) - 2010: Britische Formel 3 (Platz 15) | - 2010: Superleague Formula - 2011: Britische Formel 3 (Platz 16) - 2012: Britische Formel 3, Rookie (Platz 5) |